# 屏東榮民總醫院
屏東榮民總醫院位於屏東縣屏東市，原為高雄榮民總醫院屏東大武分院，後更名為屏東榮民總醫院，已於2019年11月5日正式動工，2022年9月試營運，11月18日啟用，11月21日開診，規劃提供622床（含一般急性病床450床）、醫護行政人員達1,122人。規模為地區醫院，是屏東縣內的榮民總醫院。

## 組織

### 行政單位
- 醫務企管室
- 社會工作室
- 總務室
- 工務室
- 人事室
- 政風室
- 主計室
- 補給室
- 職業安全衛生室

### 醫療部門
- 內科部
  - 內科部
  - 胸腔內科
  - 胃腸肝膽科
  - 神經內科
  - 心臟內科
  - 新陳代謝科
  - 腎臟科
  - 感染科
  - 風濕免疫科
  - 血液腫瘤科

- 外科部
  - 一般外科
  - 泌尿外科
  - 直腸外科
  - 神經外科
  - 心臟外科
  - 整形外科
  - 胸腔外科

- 急重症醫學部
  - 急重症醫學部
  - 急診醫學科
  - 外傷醫學科
  - 加護醫學科

- 護理部
- 癌症防治中心
- 骨科
- 婦產科
- 小兒科
- 心身醫學科
- 放射診斷科
- 家庭暨社區醫學科
- 眼科
- 耳鼻喉科
- 麻醉科
- 口腔醫學科
- 病理檢驗科
- 復健科
- 皮膚科
- 放射腫瘤科
- 核子醫學科
- 傳統醫學科
- 藥劑科
- 營養科

## 介紹
屏東榮民總醫院之所在原為中華民國陸軍空降訓練中心「大武營區」，大武營區在日治時期即設立，並於1967年在此成立空降訓練中心。隨著屏東市區發展，市區已拓展至營區周邊；為提升屏東地區醫療資源及有效利用土地，屏東縣政府與國防部協調營區搬遷，隨後在2009年達成協議，並在2014年辦理都市計畫變更，將營區變更為公園、醫療專用區和住宅區，以及在2019年4月公告「屏東縣屏東市大武營市地重劃案」。大武營區將遷到屏東機場南側的「大聖西營區」，大武營區將在2021年底完成遷出，而營區內的歷史建築將保存及再利用活化。屏東榮民總醫院佔地約6.44公頃，計畫投資超過70億元，包醫療區「醫療門急診大樓」與非醫療區的員工宿舍。醫療門急診大樓為地上9層，地下2層建築設計，將設置38個臨床科部、14個醫事及行政部門、規劃急性一般病床450床，提供急救創傷、心臟血管、腦中風、高齡醫學等整合性全方位的照護，建築面積為15,200平方公尺，總樓地板面積為95,360平方公尺。

## 分院
- 屏東榮民總醫院龍泉分院（位於屏東縣內埔鄉）